# Chapelle Impériale (Ajaccio)

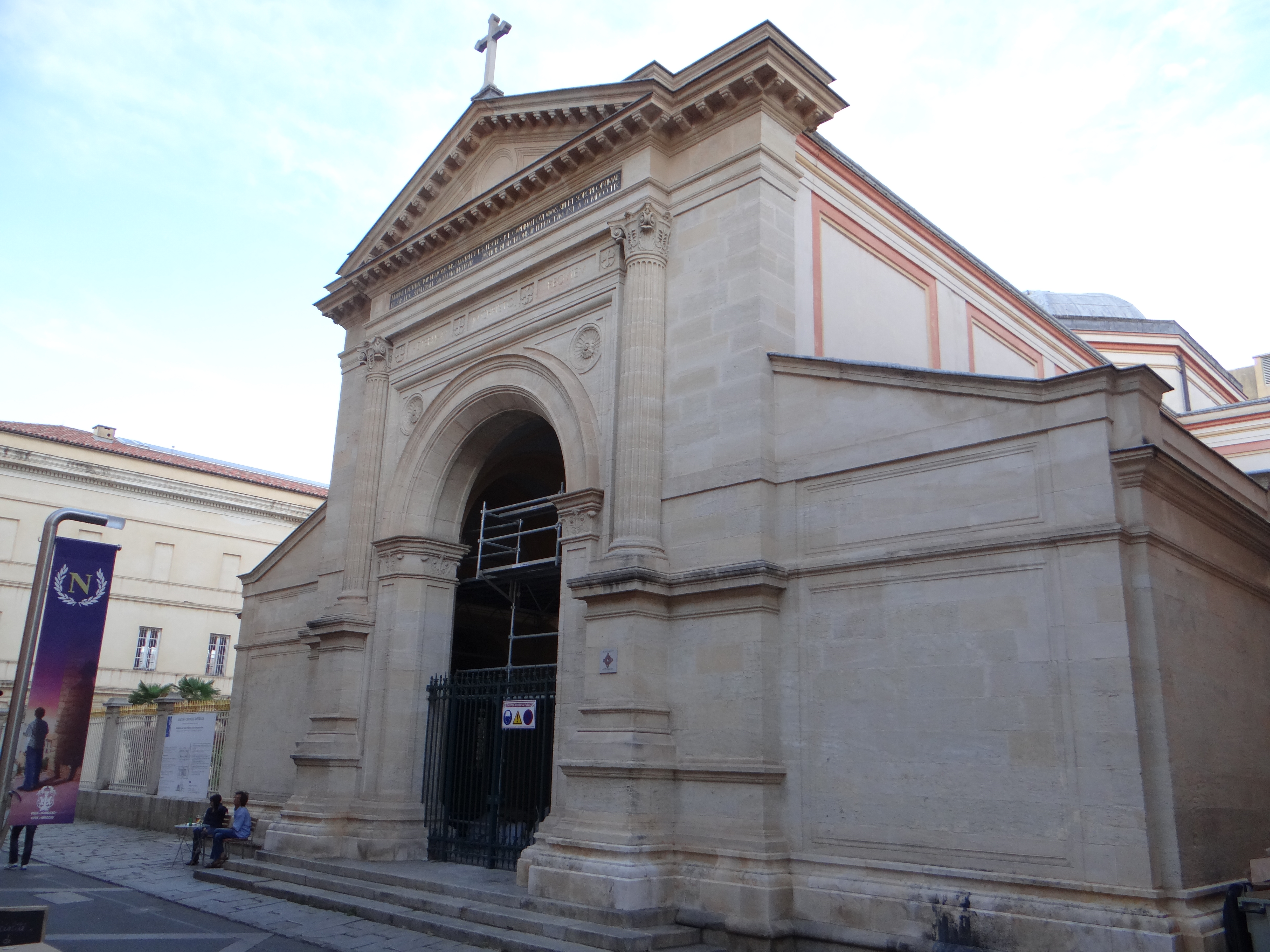
Chapelle impériale

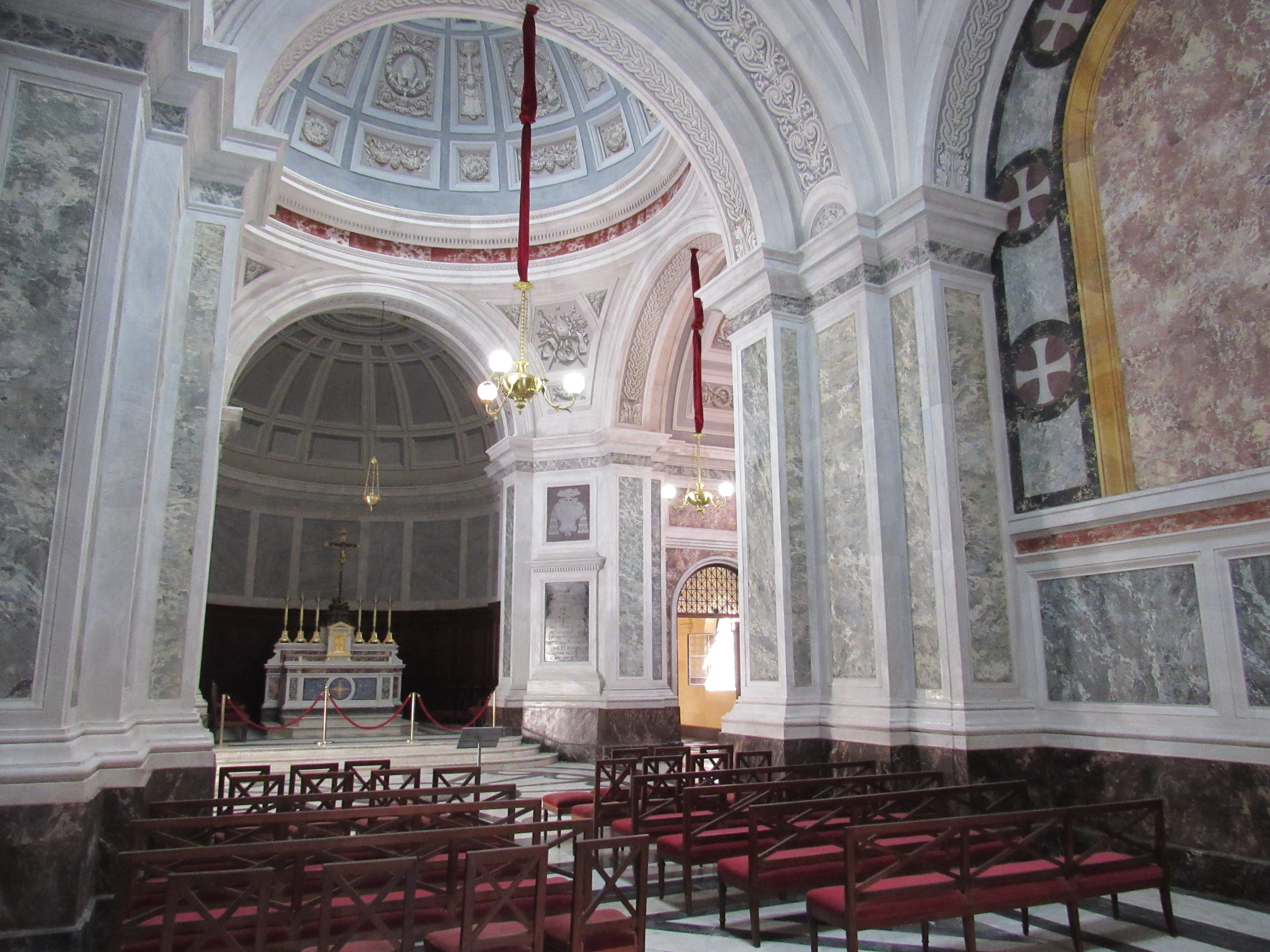
Kirchenraum

Die Chapelle Impériale (Kaiserliche Kapelle) im korsischen Ajaccio, auch bekannt als Pfalzkapelle, wurde 1857 von Kaiser Napoléon III. errichtet. Er folgte damit einem letzten Wunsch von Kardinal Fesch, eines Onkels mütterlicherseits von Kaiser Napoleon I. Der Kardinal war ein begeisterter Kunstsammler und -kenner, der Erlös aus seinen Kunstschätzen sollte nach seinem Tod dazu verwendet werden, eine kaiserliche Grablege für die Familie Bonaparte zu errichten. Dort wurden zunächst die Eltern Napoleons I. sowie Fesch selbst bestattet. 
Die drei bedeutendsten Vertreter der Familie, Napoleon I., dessen Sohn, der Herzog von Reichstadt, sowie Kaiser Napoléon III. selbst wurden jedoch nicht hier beigesetzt. Die sterblichen Überreste von Napoleon I. wurden 1840 aus St. Helena in den Invalidendom in Paris überführt, wo auch sein jüngster Bruder Jérôme Bonaparte 1860 bestattet wurde und 1940 sein Sohn. Napoleon III. hatte vorgesehen, in der Kathedrale von Saint-Denis neben den französischen Königen bestattet zu werden, ebenso seine Nachfolger; er starb aber im englischen Exil und wurde in der Krypta der Sankt-Michaels-Abtei in Farnborough beigesetzt, ebenso seine Frau Eugénie, die diese Abtei 1881 gegründet hat, und ihr einziger Sohn Napoléon Eugène Louis Bonaparte. In der Pariser Kirche St-Augustin sollten nach dem Willen Napoleons III. eigentlich künftig die Prinzen und Prinzessinnen der kaiserlichen Familie bestattet werden; dazu kam es aber aufgrund des zweiten Exils der Familie nicht. Stattdessen ist bis heute die Chapelle Impériale ihre Grablege.

## Bestattete Personen

Krypta

Folgende Mitglieder der kaiserlichen Familie wurden in der Kapelle beigesetzt:
1. Carlo di Buonaparte (29. März 1746–24. Februar 1785) – (Vater von Napoleon I.)
2. Laetizia Ramolino, die Kaiserinmutter  (24. August 1750–2. Februar 1836) – (Mutter von Napoleon I.)
3. Joseph Kardinal Fesch (3. Januar 1763–13. Mai 1839) – (Halbonkel von Napoleon I.)
4. Charles Lucien Jules Laurent Bonaparte (24. Mai 1803–29. Juli 1857) – (Neffe von Napoleon I.)
5. Zénaïde Bonaparte (1860–1862) – (Tochter von Napoléon Charles Bonaparte)
6. Louis-Lucien Bonaparte (4. Januar 1813–3. November 1891) – (Neffe von Napoleon I.)
7. Napoléon Charles Bonaparte (5. Februar 1839–12. Februar 1899) – (Großneffe von Napoleon I.)
8. Victor Napoléon Bonaparte (18. Juli 1862–3. Mai 1926) – (Großneffe von Napoleon I.)
9. Clementine von Belgien (30. Juli 1872–8. März 1955) –  (Gemahlin von Victor Napoléon Bonaparte)
10. Louis Napoléon Bonaparte (23. Januar 1914–3. Mai 1997) – (Oberhaupt der Familie Bonaparte)